# Bamburgh

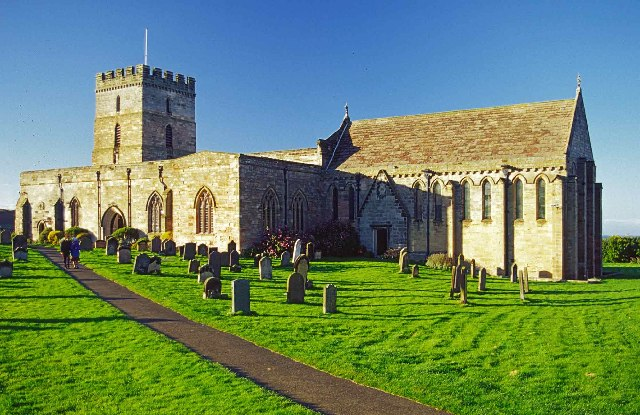
St Aidan’s Church bei Bamburgh

Bamburgh (ehemals Bebbanburgh) ist eine kleine Ortschaft mit etwa 400 Einwohnern an der als Area of Outstanding Natural Beauty (AONB) eingestuften Northumberland Coast in der Grafschaft (county) Northumberland im Nordosten Englands.

## Lage
Der Ort Bamburgh liegt ca. 32 km südöstlich von Berwick-upon-Tweed bzw. ca. 120 km südöstlich von Edinburgh. Die Insel Lindisfarne (auch Holy Island genannt) befindet sich etwa 10 km (Luftlinie) nordwestlich.

## Geschichte und Sehenswürdigkeiten
- Der Ort wird überragt vom Bamburgh Castle, das seit dem 6. Jahrhundert Sitz der northumbrischen Könige war (siehe Liste der Herrscher von Bamburgh).
- Die St. Aidan’s Church erinnert noch heute an das missionarische Wirken des hl. Aidan, der im Jahr 635 auf der benachbarten Insel Lindisfarne das gleichnamige Kloster gründete.
- Der ausgedehnte Sandstrand des Ortes ist seit 2005 als besonders sauberer Badestrand gekennzeichnet. Zwischen dem Schloss und dem offenen Meer befinden sich breite Dünenstreifen, die von besonderem wissenschaftlichen Interesse sind.

## Sonstiges
Im April 2022 wurde der Ort in einer Umfrage unter 3000 Urlaubern von der Verbraucherorganisation Which? zum „besten Küstenausflugsort Britanniens“ gewählt.

## Söhne und Töchter des Ortes
- Grace Darling (1815–1842), rettete in einer Sturmnacht auf den Farne-Inseln mehrere Seeleute nach einer Havarie.
- John Turnbull Thomson (1821–1884), Ingenieur und Amateurmaler

## Sonstige mit dem Ort verbundene Personen
- William George Armstrong, 1. Baron Armstrong (1810–1900) ließ Bamburgh Castle restaurieren. Die Burg ist im Besitz seiner Nachfahren.
- König Ida von Bernicia
- König Henry IV. von England